# フョードル・ブレディキン

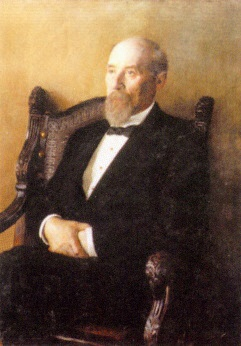
フョードル・ブレディキン

フョードル・アレクサンドロヴィチ・ブレディキン（ブレジーヒン、Фёдор Алекса́ндрович Бреди́хин, ラテン文字表記例：Fyodor Aleksandrovich Bredikhin, 1831年12月8日（ユリウス暦11月26日） – 1904年5月14日（ユリウス暦5月1日））は、帝政ロシアの天文学者。

## 業績
1857年にモスクワ大学天文台に加わり、1865年から台長となった。1890年から1894年の間プルコヴォ天文台の台長を務めた。1890年からロシア科学アカデミーの会員になった。
彗星の尾の理論、流星、流星群の研究を行い、彗星の尾の粒子に太陽から働く力をもとめ尾の型を分類した。
月のクレータにブレディキンの名が命名された。また、小惑星(786) ブレディキナはブレディキンにちなんで名付けられた。